# Окулярник жовтогорлий
Окулярник жовтогорлий (Zosterops metcalfii) — вид горобцеподібних птахів родини окулярникових (Zosteropidae). Мешкає на Соломонових островах.

## Опис
Довжина птаха становить 11-11,5 см. Самець важить в середньому 13,6 г, самиця — 13,8 г. Голова і верхня частина тіла яскраві, жовтувато-оливково-зелені. Горло і верхня частина грудей яскраво-жовті. Гузка жовтувата. Нижня частина грудей і живіт сіруваті. Дзьоб сірувато-чорний або темно-коричневий, лапи сірі.

## Підвиди
Виділяють три підвиди:
- Z. m. exiguus Murphy, 1929 — північно-західні острови;
- Z. m. metcalfii Tristram, 1894 — північні острови;
- Z. m. floridanus Rothschild & Hartert, E, 1901 — східні острови.

## Поширення і екологія
Жовтогорлі окулярники мешкають на островах Бугенвіль, Шуазель, Санта-Ісабель і Нггела. Вони живуть в рівнинних і гірських тропічних лісах на висоті до 900 м над рівнем моря.

## Поведінка
Жовтогорлі окулярники харчуються комахами, личинками і плодами. В кладці 2 яйця.